# Eksplozija v Pomorski bazi Evangelos Florakis
Eksplozija v Pomorski bazi Evangelos Florakis velja za najhujšo mirnodobno vojaško nesrečo, kadarkoli zabeleženo na Cipru. Nesreča se je pripetila 11. julija 2011, ko so plameni iz majhnega ognja v Pomorski bazi Evangelos Florakis dosegli 98 zabojnikov eksploziva, ki so bili shranjeni v bazi.
V eksploziji je bilo ubitih 13 ljudi (12 takoj); med njimi sta bila tudi kapitan Andreas Ioannides, poveljnik vojne mornarice (najvišji ciprski pomorski častnik) in poveljnik baze Lambros Lambrou. Umrli so tudi štirje mornarji in šest gasilcev, medtem ko je bilo 62 ljudi ranjenih. Eksplozija je težko poškodovala bližnje zgradbe, vključno z največjo otoško elektrarno; slednja oskrbuje več kot pol Cipra. Posledično je večina Cipra ostala brez elektrike, zaradi česar so morali po otoku uvesti racionalizacijo elektrike.
Zaradi eksplozije sta odstopila obrambni minister in vrhovni poveljnik Ciprske nacionalne garde. Več tisoč ljudi je po dogodku protestiralo proti nesposobnosti vlade, ki ni primarno uničila eksploziv, ki je bil zasežen leta 2009.

## Ozadje
Pomorska baza je ena izmed baz Ciprske vojne mornarice in se nahaja blizu Zygija, med Limassolom in  Larnaco.
V bazi so na prostem uskladiščili 98 zabojnikov eksploziva, katere je leta 2009 zasegla Vojna mornarica ZDA po zajetju ladje MV Monchegorsk (ki je plula pod ciprsko zastavo in bila v ruski lasti), ki je plula iz Irana proti Siriji. Na podlagi leta 2011 razkritih dokumentov preko WikiLeaksa je razvidno, da so ZDA preko Hillary Clinton pritiskale na Ciper, da zaseže tovor. Ladja je bila pospremljena v ciprsko pristanišče, kjer je Ciprska vojna mornarica prevzela zabojnike in jih čez mesec dni premestila v pomorsko bazo Evangelos Florakis. V času incidenta so bili tako zabojniki na prostem že dve leti. Ciprska vlada je zavrnila ponudbe Nemčije, Združenega kraljestva in ZDA, da bi odstranili oz. uničili eksploziv, saj se je Ciper bal reakcije Sirije. Ciper je pa zaprosil OZN, da izvede odstranitev, a naj bi bila ta zahteva zavrnjena.

## Eksplozija
Eksplozija se je zgodila ob 05:60 EEST, ko so plameni iz majhnega ognja (ki je izbruhnil v skladišču) dosegli zabojnike z eksplozivom. Vse hiše v vasi Zygi so bile poškodovane, pri čemer so sunek čutili tudi prebivalci več kot 5 km oddaljene vasi Mari. Elektrarna Vasilikos, največja ciprska elektrarna, ki zagotavlja okoli polovico otoške elektrike, je bila težko poškodovana.
V eksploziji je bilo ubitih 13 ljudi (12 takoj); med njimi sta bila tudi kapitan Andreas Ioannides, poveljnik vojne mornarice (najvišji ciprski pomorski častnik) in poveljnik baze Lambros Lambrou.. Umrli so tudi štirje mornarji in šest civilnih gasilcev, ki so gasili požar v skladišču.

## Neposredne posledice
Zaradi poškodovane elektrarne je izpadla proizvodnja elektrike, tako da je Električna avtoriteta Cipra uvedla racionalizacijo ter napovedala tudi uvoz generatorjev iz Grčije in Izraela, ki bi nadomestili elektrarno, dokler ne bi škode (ocenjeno na 2 bilijona evrov) popravili. Elektrarna, ki je zagotavljala 47% celotne električne proizvodnje, bi kmalu to povečala na 55%, ko bi odprli novo Enoto 5. 16. julija so podpisali zasebno pogodbo, da bo Severni Ciper zagotovil do 80 MW električne energije do konca avgusta..
Večino umrlih so pokopali 13. julija.
Kmalu po eksploziji so se pojavile tudi govorice, da so zabojniki vsebovali tudi toksične snovi; 20. julija je minister za zdravje Cipra sporočil, da niso zaznali nobene nevarnosti za javnost, ampak bodo preventivno nadzorovali lokalne prebivalce.

## Politične posledice
Po eksploziji sta odstopila minister za obrambo Cipra Costas Papacostas in vrhovni poveljnik Ciprske nacionalne garde general Petros Tsalikidis. Vlada je napovedala tudi vzpostavitev neodvisne preiskave, medtem ko je Ciprska policija napovedala kriminalno preiskavo. Eksplozija je uničila več hiš in poškodovala več kot 250 drugih, pri čemer so morali preseliti okoli 150 ljudi.
Zaradi neprimernega ravnanja z eksplozivom je več tisoč ljudi demonstriralo in zahtevalo odstop predsednika Cipra Dimitrisa Christofiasa. Demonstracije so deloma postale tudi nasilne, tako da je policija uporabila tudi solzivec. Protesti so trajali vse do 13. julija, pri čemer so aretirali 20 protestnikov.
19. julija je minister za zunanje zadeve Cipra, Markos Kyprianou, kot drugi minister odstopil zaradi eksplozije.